# Sporobolus nebulosus
Sporobolus nebulosus là một loài thực vật có hoa trong họ Hòa thảo. Loài này được Hack. miêu tả khoa học đầu tiên năm 1889.